# Microgaster pinos
Microgaster pinos är en stekelart som beskrevs av Cresson 1865. Microgaster pinos ingår i släktet Microgaster och familjen bracksteklar. Inga underarter finns listade i Catalogue of Life.